# Nidau
Nidau (toponimo tedesco) è un comune svizzero di 6 827 abitanti del Canton Berna, nella regione del Seeland (circondario di Bienne); ha lo status di città.

## Geografia fisica

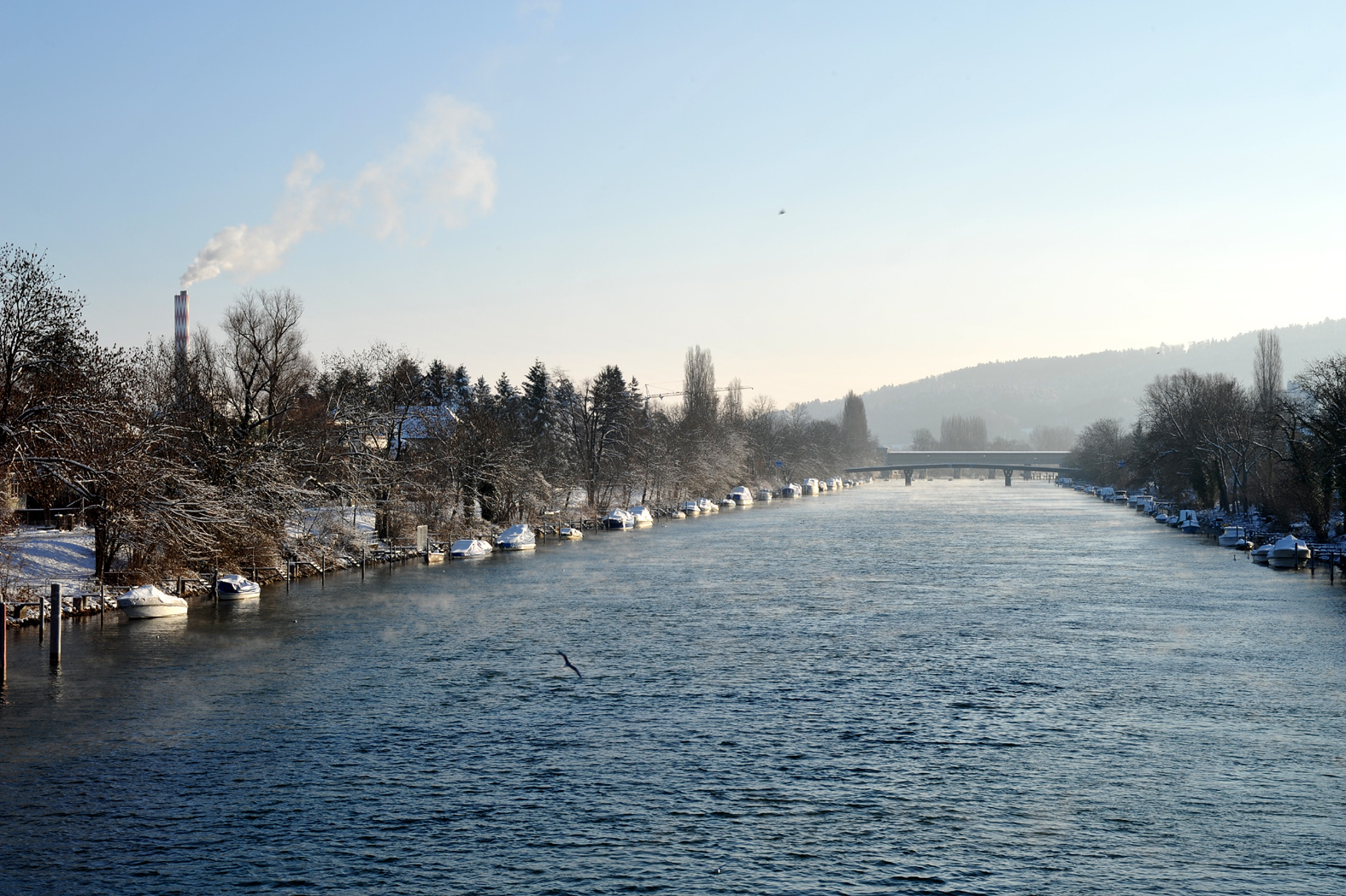
Il canale Nidau-Büren

Situata alla periferia dell'agglomerazione urbana di Bienne e affacciata sul Lago di Bienne, Nidau è attraversata dal fiume Thielle; il canale Nidau-Büren, costruito nel XIX secolo per evitare le piene dell'Aar (correzione delle acque del Giura), forma con la Thielle e il lago un'isola su cui sviluppa buona parte del territorio urbano della città.

## Storia
Nidau è stata il capoluogo dell'omonimo distretto fino alla sua soppressione nel 2009.

## Monumenti e luoghi d'interesse

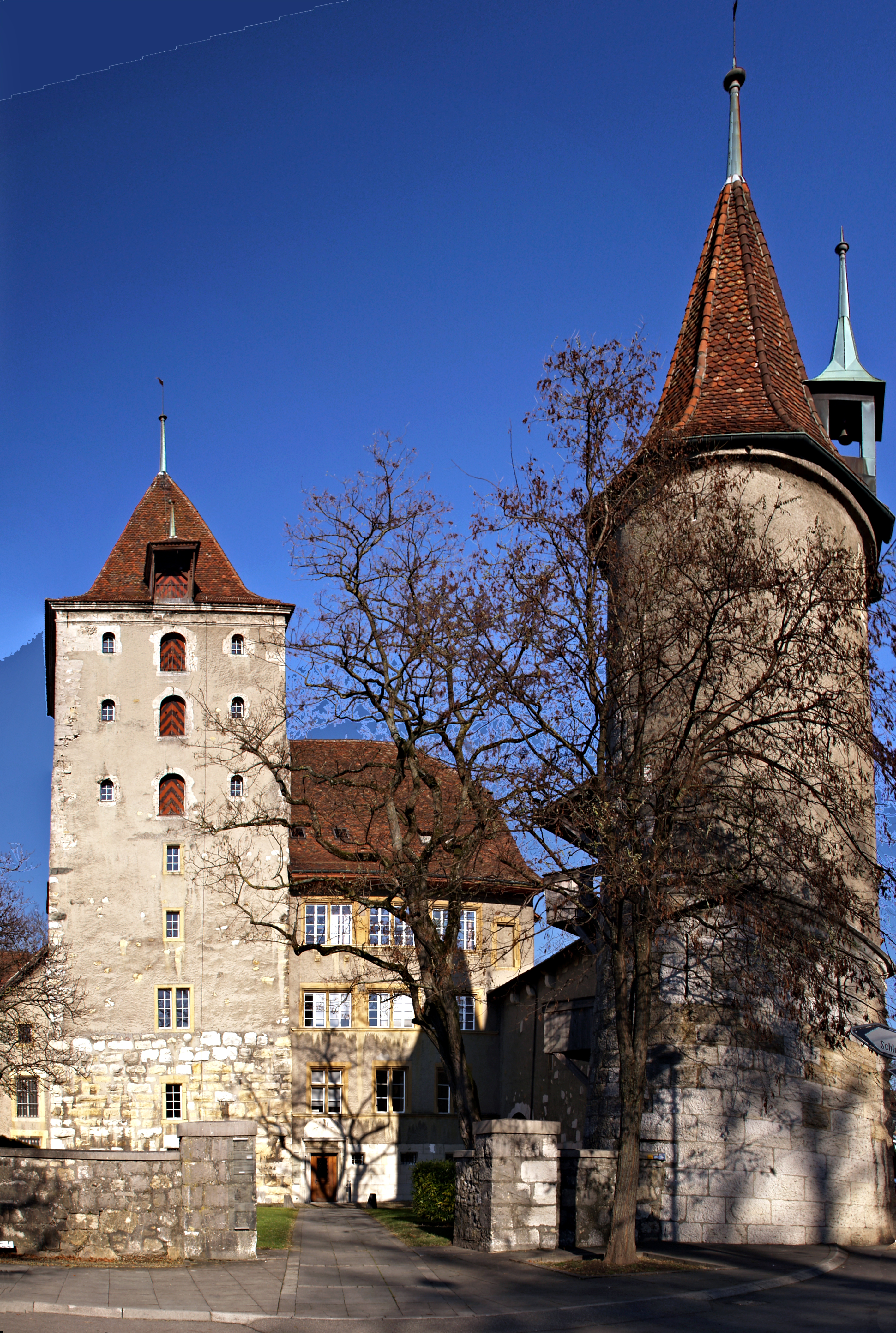
Il castello di Nidau

- Chiesa riformata (già di Sant'Erardo), attestata dal 1368 e ricostruita nel 1678[1];
- Castello di Nidau, eretto nel 1140 circa e ricostruito nel 1180 circa, nel XIII secolo e nel 1338[1].

## Società

### Evoluzione demografica
L'evoluzione demografica è riportata nella seguente tabella:
Abitanti censiti

### Lingue e dialetti
Nidau è storicamente di lingua tedesca, ma come la vicina Bienne conta una rilevante minoranza linguistica francofona sviluppatasi con l'emergere dell'industria orologera nella regione a partire dal XIX secolo. Nel 2000 il 74% degli abitanti era germanofono, il 16% francofono. Tra le lingue dell'immigrazione, l'italiano è una delle lingue più comunemente parlate.

## Geografia antropica

### Quartieri
I quartieri di Nidau, sorti tra XIX e XX secolo, sono:
- Aalmatten
- Burgerbeunden
- Hofmatten
- Weidteile
- Weyermatten

## Economia
Nella città è stata attiva la piccola fabbrica di pianoforti Wohlfahrt.

## Infrastrutture e trasporti

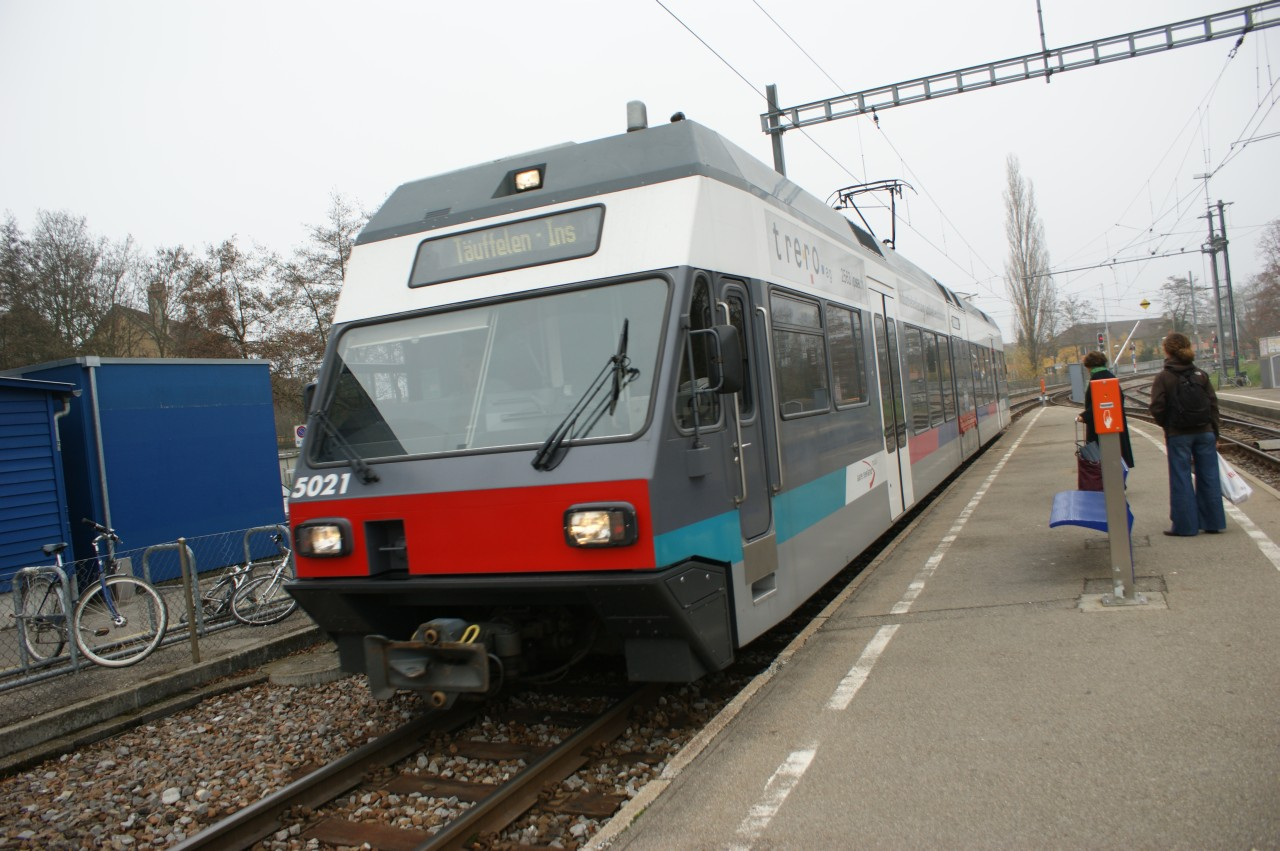
La stazione di Nidau

Nidau è servita dall'omonima stazione e da quella di Nidau Beunden sulla ferrovia Bienne-Ins.

## Amministrazione
Ogni famiglia originaria del luogo fa parte del cosiddetto comune patriziale e ha la responsabilità della manutenzione di ogni bene comune.